# Skatebike
Le skatebike, aussi nommé le « Run », est un monocycle composé d'une roue et d'un truck de skateboard, avec un pédalier et une chaîne. Créé en 1980 par Yves Garel et breveté l'année suivante, le skatebike a connu un succès sur le continent nord-américain dans les années 1990.